# Jeanharis
Jeanharis (lb. Jeanharishaff) – mała miejscowość (lieu-dit) w środkowym Luksemburgu, w kantonie Grevenmacher, w gminie Junglinster. Do 3 października 2015 miejscowość leżała w dystrykcie Grevenmacher. 